# Mohammad Nafáa
Mohammad Nafáa (hebrejsky מוחמד נפאע, Mochamad Naf'a, arabsky محمد نفاع‎; 14. května 1939 – 15. července 2021) byl izraelský politik a bývalý poslanec Knesetu za stranu Chadaš.

## Biografie
Narodil se v obci Bejt Džan. Navštěvoval střední školu v obci Rama, studoval hebrejskou a arabskou literaturu na Hebrejské univerzitě. Je členem komunity izraelských Drúzů.

## Politická dráha
Od roku 1965 působil v mládežnickém hnutí izraelské komunistické strany. V roce 1980 se stal generálním tajemníkem Svazu komunistické mládeže.
V izraelském parlamentu zasedl po volbách v roce 1988, do nichž šel za stranu Chadaš. Mandát ale získal až dodatečně, v únoru 1990, jako náhradník za poslance Tawfika Zi'ada. Stal se členem výboru pro záležitosti vnitra a životního prostředí, výboru pro jmenování drúzských soudců, výborů pro ústavu, právo a spravedlnost a výboru práce a sociálních věcí. Ve volbách v roce 1992 mandát neobhájil.